# Revolvern
Revolvern (japanska: 野良犬, Nora inu) är en japansk dramafilm från 1949 i regi av Akira Kurosawa med Toshiro Mifune, Takashi Shimura och Isao Kimura i huvudrollerna.

## Handling
Murakami är en ung kriminalassistent vid Tokyopolisen. När han åker buss en sommardag blir hans tjänstepistol stulen av en okänd gärningsman. För att inte komma till åtlöje inför sina poliskollegor ger sig Murakami ut på jakt efter sitt vapen.

## Om filmen
Filmen gavs ut på DVD i Sverige den 9 juni 2004 av Sandrew Metronome Distribution Sverige AB.

## Rollista (i urval)
| Roll                       | Skådespelare    |
| -------------------------- | --------------- |
| Kriminalassistent Murakami | Toshiro Mifune  |
| Polischef Sato             | Takashi Shimura |
| Shinjuro Yusa              | Isao Kimura     |
| Harumi Namaki              | Keiko Awaji     |
| Madame Namiki              | Eiko Miyoshi    |
| Flickan                    | Noriko Sengoku  |
| Kvinnan i affären          | Fumiko Honma    |